# Christian Vande Velde

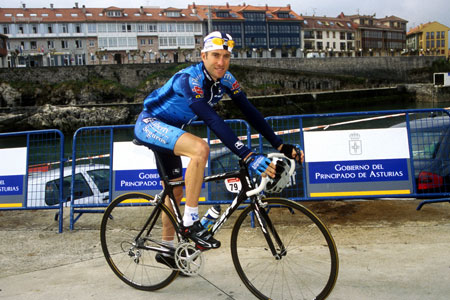
Christian Vandevelde

Christian Vandevelde (22 de maio de 1976, Lemont, Illinois) é um ciclista profissional norte-americano.